# باشگاه فوتبال صور
باشگاه فوتبال صور (عربی: نادي صور الرياضي) یک باشگاه فوتبال در شهر صور، عمان است.
این باشگاه که در سال ۱۹۶۹ تاسیس شده سابقه دو قهرمانی در لیگ فوتبال عمان را در کارنامه دارد.